# دیوار (آلبوم)
دیوار (به انگلیسی: The Wall) یازدهمین آلبوم استودیویی گروه موسیقی راک انگلیسی پینک فلوید است که در ۳۰ نوامبر ۱۹۷۹ منتشر شد.
با پیروی از خط سیر آلبوم‌های پیشین‌شان، دیوار یک آلبوم مفهومی است — خصوصاً این آلبوم به طرز وسیعی با موضوع انزوا از دوستان یک شخص سروکار دارد. این موضوع تا درجهٔ زیادی از توری که در سال ۱۹۷۷ برای تبلیغ آلبوم جانوران گذاشته شده بود الهام گرفته شد؛ با ملاحظه به حادثه‌ای که در آن هنگامی که تشویش راجر واترز از شخصی که در حال بالا آمدن از تور سیمی بود، موجب شد که او از گروه و تماشاگران جدا شود و به نقطه‌ای برسد که با یک سیلی به صورت هوادار زند. این موضوع او را به این‌جا رساند که از وجود چنین دیواری به شدت تاسف خورَد و درعوض باعث شد که او آلبوم بعدی گروه را بر اساس موضوع انزوا از دیگران بنا گذارد. با این موضوع بارز تیره‌تر، دیوار شامل یک صدای شاخص ناخوشایندتر و تئاتری‌تر نسبت به آثار قبلی آنان بود.
دیوار یک آلبوم اپرای راکی است که بر شخصیت «پینک» متمرکز شده است. در این آلبوم که تا حد زیادی به زندگی شخصی راجر واترز مرتبط است، پینک در زندگی از سال‌های اولیه کشمکش‌هایی دارد؛ پدرش را در جنگ از دست می‌دهد («یخ نازک»)، از طرف معلمان بدرفتاری می‌بیند («خشتی دیگر در دیوار»)، به وسیلهٔ یک مادر بیش از حد حفاظتی تربیت می‌شود («مادر»)، و زنش او را ترک می‌کند («اکنون مرا ترک مکن») — که همگی عواملی برای انزوای پینک از جامعه هستند؛ که به‌طورِ نمادین به «دیوار» ربط داده می‌شوند.

## مفهوم و خط سیر داستانی
موضوع‌های برجستهٔ آلبوم، علل و دلالت‌های ضمنی انزوای بر خود تحمیل شده است، که با عنوان نمادین دیوار، نمادپردازی شده است. آهنگ‌های آلبوم، خط سیر بسیار نزدیکی را خلق می‌کنند؛ که طرح کلی حوادث را در زندگی قهرمان داستان، پینک، نمایش می‌دهند. پینک پدر خود را در بچگی از دست می‌دهد (پدر خود واترز در نبرد آنتسیو در طی جنگ جهانی دوم کشته شد)، به وسیلهٔ مادر بیش از حد حفاظتی‌اش خاموش نگه داشته می‌شود، و در مدرسه از طرف معلمان مستبد و توهین‌گر، مورد ستم قرار می‌گیرد، که هر کدام از این‌ها ضربهٔ روحی شدیدی به او می‌زند و به «آجری دیگر در دیوار» تبدیل می‌شود. در بزرگسالی، پینک به یک ستارهٔ راک تبدیل می‌شود، اما روابط او با بدعهدی و طغیان‌های خشونت، صدمه می‌بیند. هنگامی که ازدواج او از هم می‌پاشد، پینک ساختن دیوار را خاتمه می‌دهد و انزوای خود را از تماس‌های انسانی تکمیل می‌کند.
اوضاع پینک در پشت دیوار تکمیل‌شدهٔ تازه‌اش وخیم می‌شود، که با بحران شخصی‌اش در طی یک اجرای روی صحنه به حداکثر می‌رسد. با وضعیت هذیان‌گویی‌اش، پینک باور می‌کند که او یک دیکتاتور فاشیست است، و کنسرت‌های او به مانند دوباره اجتماع کردن و تجدید قوای نئونازیها است که او در آن نیروها یا هوادارانش را که بی‌ارزش می‌پندارد، جمع و مرتب می‌کند تنها به این خاطر که وجدانش در این مورد شورش کند و او را در موقعیتی آزمایشی قرار دهد و قاضی درونش به او دستور دهد که «دیوار را فرو ریزد» تا خود را به جهان بیرونی رها کند. در این لحظه، پایان آلبوم به نقطهٔ آغازی آن، با کلمات نهایی «آیا این‌جا، جایی نیست که…» برخورد می‌کند؛ اولین آهنگ آلبوم، «بشخصه؟» با کلمات «... به آن وارد شدیم؟» آغاز می‌شود - با یک استمرار ملودی آخرین آهنگ، «بیرون دیوار» - که این مطلب را در مورد طبع چرخشی موضوع واترز می‌رساند.

## انتشار و بازخورد
| بررسی انتقادی              | بررسی انتقادی    |
| منبع                       | رتبه‌بندی         |
| -------------------------- | ---------------- |
| آل‌میوزیک                   | [ ۴ ]            |
| دیلی تلگراف                | [ ۵ ]            |
| دانشنامه موسیقی عامه‌پسند   | [ ۶ ]            |
| مارتین سی. استرانگ         | ۹/۱۰             |
| MusicHound Rock            | [ ۸ ]            |
| میوزیک استوری              | [ نیازمند منبع ] |
| راهنمای آلبوم رولینگ استون | [ ۹ ]            |
| اسمش هیتز                  | ۸/۱۰             |
| اسپاتنیک‌میوزیک             | ۵/۵              |
| ویلج ویس                   | B−               |

آلبوم دیوار، توانست بیش از ۳۰ میلیون نسخه بفروشد و جز پرفروش‌ترین آلبوم‌های تاریخ قرار بگیرد. این آلبوم در سال‌های ۲۰۰۳، ۲۰۱۲ و ۲۰۲۰ در فهرست «۵۰۰ آلبوم برتر تمام دوران» رولینگ استون قرار گرفت.

## فهرست آهنگ‌ها
- تمامی اشعار و آهنگ‌ها توسط راجر واترز نوشته شده است، به جز آن‌هایی که در کنار آهنگ‌ها عنوان شده است.

| طرف اول | طرف اول                        | طرف اول       | طرف اول |
| شماره   | نام                            | خواننده(ها)   | مدت     |
| ------- | ------------------------------ | ------------- | ------- |
| ۱.      | «بشخصه؟»                       | واترز         | ۳:۱۶    |
| ۲.      | «یخ نازک»                      | گیلمور، واترز | ۲:۲۷    |
| ۳.      | «خشتی دیگر در دیوار (بخش اول)» | واترز         | ۳:۲۱    |
| ۴.      | «شادترین روزهای زندگی‌های ما»   | واترز         | ۱:۴۶    |
| ۵.      | «خشتی دیگر در دیوار (بخش دوم)» | واترز، گیلمور | ۳:۵۹    |
| ۶.      | «مادر»                         | واترز، گیلمور | ۵:۳۲    |

| طرف دوم | طرف دوم                        | طرف دوم       | طرف دوم     | طرف دوم |
| شماره   | نام                            | نویسنده(ها)   | خواننده(ها) | مدت     |
| ------- | ------------------------------ | ------------- | ----------- | ------- |
| ۱.      | «بدرود آسمان آبی»              |               | گیلمور      | ۲:۴۵    |
| ۲.      | «فضاهای خالی»                  |               | واترز       | ۲:۱۰    |
| ۳.      | «شهوت تازه»                    | واترز، گیلمور | گیلمور      | ۳:۲۵    |
| ۴.      | «یکی از دگرگونی‌های روحی من»    |               | واترز       | ۳:۴۱    |
| ۵.      | «اکنون مرا ترک مکن»            |               | واترز       | ۴:۰۸    |
| ۶.      | «خشتی دیگر در دیوار (بخش سوم)» |               | واترز       | ۱:۴۸    |
| ۷.      | «بدرود دنیای ظالم»             |               | واترز       | ۰:۴۸    |

| طرف سوم | طرف سوم                       | طرف سوم       | طرف سوم       | طرف سوم |
| شماره   | نام                           | نویسنده(ها)   | خواننده(ها)   | مدت     |
| ------- | ----------------------------- | ------------- | ------------- | ------- |
| ۱.      | «آهای تو»                     |               | گیلمور، واترز | ۴:۴۰    |
| ۲.      | «کسی هست؟»                    |               | واترز         | ۲:۴۴    |
| ۳.      | «کسی در خانه نیست»            |               | واترز         | ۳:۲۶    |
| ۴.      | «ویرا»                        |               | واترز         | ۱:۳۵    |
| ۵.      | «بچه‌ها را به خانه بازگردانید» |               | واترز         | ۱:۲۱    |
| ۶.      | «خلسه دلپذیر»                 | گیلمور، واترز | گیلمور، واترز | ۶:۲۳    |

| طرف چهارم | طرف چهارم               | طرف چهارم     | طرف چهارم     | طرف چهارم |
| شماره     | نام                     | نویسنده(ها)   | خواننده(ها)   | مدت       |
| --------- | ----------------------- | ------------- | ------------- | --------- |
| ۱.        | «نمایش باید ادامه یابد» |               | گیلمور        | ۱:۳۶      |
| ۲.        | «بشخصه»                 |               | واترز         | ۴:۱۵      |
| ۳.        | «بدو بزن به چاک»        | گیلمور، واترز | واترز         | ۴:۲۰      |
| ۴.        | «در انتظار کرم‌ها»       |               | واترز، گیلمور | ۴:۰۴      |
| ۵.        | «بس است»                |               | واترز         | ۰:۳۹      |
| ۶.        | «محاکمه»                | واترز، ازرین  | واترز         | ۵:۱۳      |
| ۷.        | «بیرون دیوار»           |               | واترز         | ۱:۴۱      |

## جایگاه در نمودار فروش
Album
| سال  | نمودار             | رتبه | منبع   |
| ---- | ------------------ | ---- | ------ |
| ۱۹۷۹ | بریتانیا           | ۳    | [ ۱۵ ] |
| ۱۹۷۹ | نمودارهای نروژ     | ۱    | [ ۱۶ ] |
| ۱۹۷۹ | نمودارهای اسپانیا  | ۹    | [ ۱۶ ] |
| ۱۹۷۹ | نمودارهای سوئد     | ۱    | [ ۱۶ ] |
| ۱۹۷۹ | نمودارهای سوییس    | ۲۹   | [ ۱۶ ] |
| ۱۹۷۹ | نمودارهای آلمان    | ۱    | [ ۱۶ ] |
| ۱۹۷۹ | نمودارهای دانمارک  | ۱۹   | [ ۱۶ ] |
| ۱۹۷۹ | نمودارهای نیوزلند  | ۱    | [ ۱۶ ] |
| ۱۹۷۹ | نمودارهای ایتالیا  | ۱۳   | [ ۱۶ ] |
| ۱۹۷۹ | نمودارهای فنلاند   | ۲۱   | [ ۱۶ ] |
| ۱۹۷۹ | نمودارهای اتریش    | ۱    | [ ۱۶ ] |
| ۱۹۸۰ | یو.اس. بیلبورد ۲۰۰ | ۱    | [ ۱۷ ] |
| ۱۹۸۰ | نمودارهای فرانسه   | ۱    | [ ۱۸ ] |
| ۲۰۱۲ | نمودارهای لهستان   | ۱۱   | [ ۱۹ ] |

تک‌اهنگ‌ها
| تاریخ          | تک‌آهنگ                         | نمودار                       | مکان | منبع          |
| -------------- | ------------------------------ | ---------------------------- | ---- | ------------- |
| ۲۳ نوامبر ۱۹۷۹ | "آجری دیگر در دیوار (بخش دوم)" | ۴۰ برتر بریتانیا             | ۱    | [ ۲۰ ] [ ۲۱ ] |
| ۷ ژانویه ۱۹۸۰  | "آجری دیگر در دیوار (بخش دوم)" | آمریکا بیلبورد تک‌آهنگ‌های پاپ | ۱    | [ ۲۲ ]        |
| ۹ ژوئن ۱۹۸۰    | "سریع بدو"                     | US بیلبورد تک‌آهنگ‌های پاپ     | ۵۳   | [ ۲۳ ]        |
| مارس ۱۹۸۰      | "آجری دیگر در دیوار (بخش دوم)" | در بین تک‌آهنگ‌های نروژ        | ۱    | [ ۲۴ ]        |

## گزیده‌ای از میزان فروش در کشورها
| کشور                                             | گواهی‌نامه    | فروش       | آخرین گواهی‌نامه | توضیح                     | منبع‌ها        |
| ------------------------------------------------ | ------------ | ---------- | --------------- | ------------------------- | ------------- |
| آرژانتین                                         | Platinum     | ۲۰۰٬۰۰۰    | ۲۳ اوت ۱۹۹۹     |                           | [ ۲۵ ]        |
| استرالیا                                         | ۱۱× Platinum | ۷۷۰٬۰۰۰    |                 |                           | [ ۲۶ ]        |
| کانادا                                           | ۲× Diamond   | ۲٬۰۰۰٬۰۰۰  | ۳۱ اوت ۱۹۹۵     |                           | [ ۲۷ ]        |
| فرانسه                                           | Diamond      | ۱٬۳۴۰٬۱۰۰  | ۱۹۹۱            |                           | [ ۲۸ ]        |
| آلمان                                            | ۴× Platinum  | ۱٬۷۵۰٬۰۰۰  | ۱۹۹۴            |                           | [ ۲۹ ]        |
| یونان                                            | Gold         | ۱۰۰٬۰۰۰    |                 |                           | [ ۳۰ ]        |
| لهستان                                           | Platinum     |            | ۲۹ اکتبر ۲۰۰۳   |                           | [ ۳۱ ]        |
| آمریکا انجمن صنعت ضبط موسیقی ایالات متحده آمریکا | ۲۳× Platinum | ۱۱٬۵۰۰٬۰۰۰ | ۲۹ ژانویه ۱۹۹۹  | ۸× Platinum در ۲۸ می ۱۹۹۱ | [ ۳۲ ]        |
| آمریکا سانداسکن                                  |              | ۵٬۳۸۱٬۰۰۰  | ۱۶ فوریه ۲۰۰۸   | Since 1991 – فوریه ۲۰۰۷   | [ ۳۳ ] [ ۳۴ ] |